# Zhang Shuai
Zhang Shuai (født 21. januar 1989 i Tianjin, Kina) er en professionel tennisspiller fra Kina.
Zhang Shuai højeste rangering på WTA single rangliste var som nummer 73, hvilket hun opnåede 4. april 2011. I double er den bedste placering nummer 49, hvilket blev opnået 17. oktober 2011.